# ClamWin Free Antivirus
ClamWin Free Antivirus – program antywirusowy działający pod systemami Windows. Tworzony jako wolne oprogramowanie i rozprowadzany na licencji GPL. Jest on odpowiednikiem programu ClamAV działającego pod systemami uniksowymi, wykorzystuje jego mechanizm wyszukiwania i rozpoznawania wirusów, korzysta z jego bazy danych wirusów i stanowi graficzny interfejs użytkownika do ClamAV.
ClamWin Free Antivirus składa się ze skanera antywirusowego (uruchamianego na żądanie oraz automatycznie o wyznaczonym czasie) i zintegrowanego systemu pobierania aktualizacji z Internetu. Potrafi się integrować z Windows Explorerem i z programem Microsoft Outlook (ale nie  z Outlook Expressem). Nie ma jednak modułu ochrony w czasie rzeczywistym, który chroniłby komputer przed zagrożeniami na bieżąco.

## Skuteczność
W teście przeprowadzonym przez wortal Dobreprogramy skuteczność programu w wykrywaniu szkodliwego oprogramowania została oceniona na 78,91%. Największą skuteczność program wykazał w wykrywaniu dialerów, sięgała ona 93,30%, najmniejszą zaś w wykrywaniu oprogramowania reklamowego (adware), skuteczność na poziomie 51,78%.